# VARTA
VARTA — німецька компанія, що спеціалізується на виробництві елементів живлення для різних сфер використання. Проте, бренд тепер належить іншим компаніям.
Назва компанії є абревіатурою з нім. Vertrieb, Aufladung, Reparatur Transportabler Akkumulatoren, що перекладається як «Поширення, зарядка і відновлення портативних аккумуляторів».

## Історія компанії
VARTA була створена в 1904 році як дочірнє підприємство Accumulatoren-Fabrik AFA (AFA), в Берліні і Хагені у Вестфалії. AFA була придбана Гюнтером Квандтом після Першої світової війни і бізнес VARTA значно розширився.
Компанія була виробником батарей і акумуляторів для Вермахту, підводних човнів і Люфтваффе під час Другої світової війни.
Після війни більшість акцій Varta Гюнтер Квандт передав Герберту Квандту. Дочірня компанія в Східному Берліні була окупована Радами і змінила назву на «BAE Batterien». У 1977 році концерн «VARTA AG» був розділений Гюнтером Квандтом на три компанії: «VARTA AG» (батареї і пластмаси), «Atlanta AG» (фармацевтика та окремі види хімічних виробництв) і «CEAG AG» (електротехніка). У 1997 році всі підрозділи, зайняті портативними джерелами живлення, об'єднуються в одну компанію «VARTA Geraetebatterie GmbH». З 2002 року починається виробництво нового покоління літієво-полімерних елементів живлення. В цьому ж році американська корпорація Spectrum Brands придбала 51% акцій, отримавши контроль над бізнесом споживацьких джерел живлення. Підрозділ автомобільних акумуляторів був проданий компанії «Johnson Controls».
У 2006 році австрійські компанії «V.E. Beteiligungs GmbH» і «Buy-Out Beteiligungs-Invest AG» викупили потужності з виробництва мікробатарей.